# 로페라미드
로페라미드(Loperamide, 상품명: Imodium 등)는 설사의 빈도수를 낮추기 위하여 사용되는 약물이다. 장염, 염증창자질환, 단장증후군에 대해 종종 사용된다. 혈변이 있는 환자에게는 권고되지 않는다. 이 약물은 구강으로 복용한다.
로페라미드는 1969년 처음 제조되어 1976년에 의학적으로 이용이 시작되었다. 의료제도에 필수적인, 가장 효과적이고 안전한 약물이 나열된 WHO 필수 약물 목록에 등재되어 있다. 로페라미드는 제네릭 의약품으로 이용 가능하다.